# Бжезьниця (Лобезький повіт)
Бжезьниця (пол. Brzeźnica) — село в Польщі, у гміні Венґожино Лобезького повіту Західнопоморського воєводства.
У 1975-1998 роках село належало до Щецинського воєводства.